# Der Frauenmörder von Paris
Der Frauenmörder von Paris (Originaltitel: Landru, in den Vereinigten Staaten erschienen als Bluebeard) ist ein französischer Film von Claude Chabrol aus dem Jahr 1962. Der Film basiert auf dem Fall des Serienmörders Henri Désiré Landru.

## Handlung
Um seine Familie ernähren zu können, ermordet Antiquitätenhändler Landru reihenweise gut betuchte Damen, die er beerbt. 1919 wird er verhaftet und 1922 hingerichtet für den Mord an zehn Frauen und einem Jungen, obwohl er nie gestanden hat.

## Kritiken
„Von Claude Chabrol und Francoise Sagan als schwarze Komödie konzipiert und durch Einblendung von Weltkriegsszenen in Verbindung gebracht zum staatlich legitimierten Völkermord. Ein bewußt dekadentes Spiel mit menschlichen Grundwerten.“

„Chabrol nähert sich dem Thema nicht in dokumentarischer Form, […] sondern eher in Form einer überzeichneten Satire […] hier werden die ‚wenigen‘ Morde eines einzelnen in Relation zum Massensterben eines Weltkrieges gesetzt. Dieser Film eröffnete eine Phase in Chabrols Schaffen, in der er sich, zum Entsetzen der Kritik, mehr kommerziellen Stoffen zuwandte.“